# تیانا بوگدانوویچ

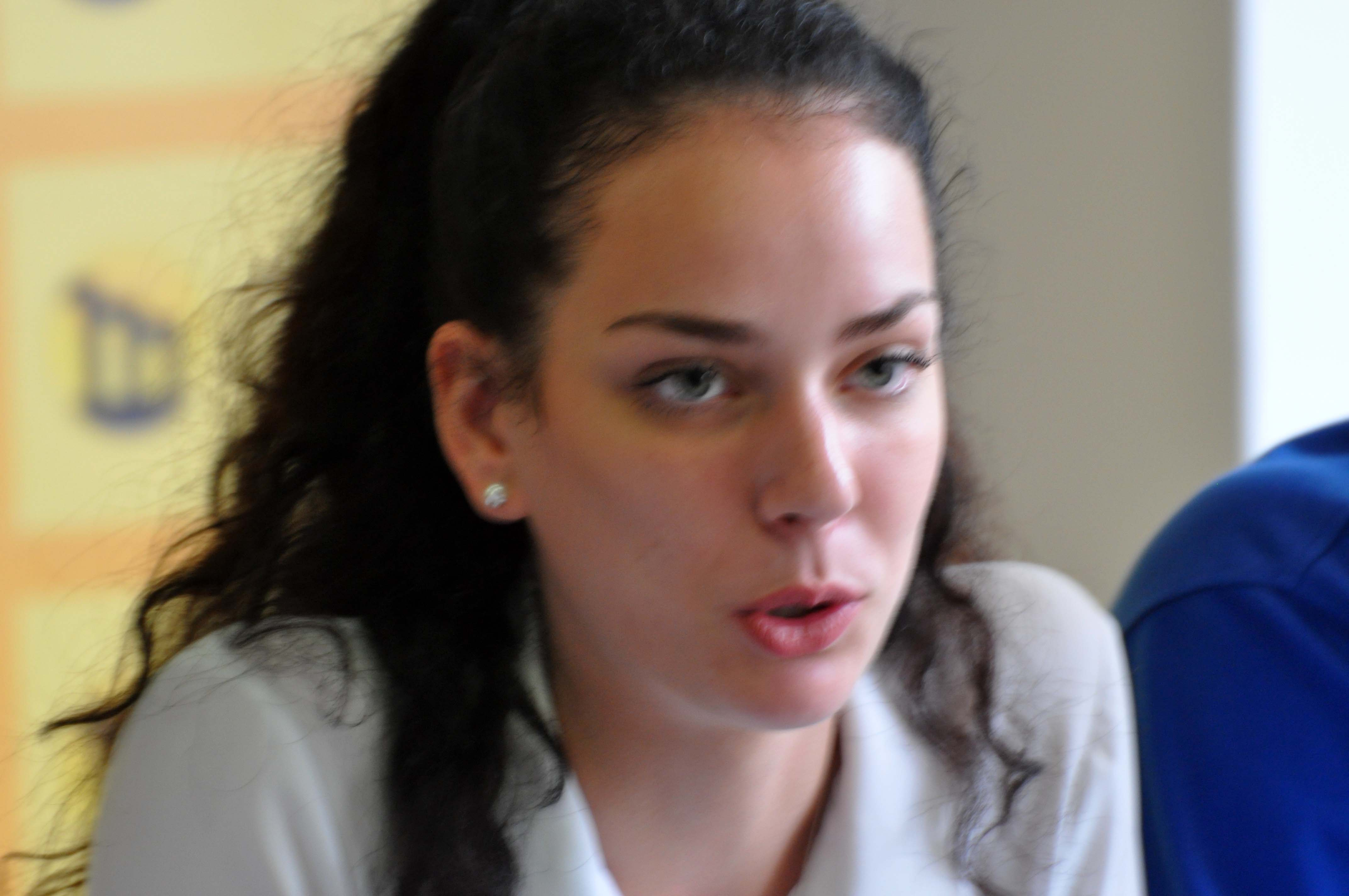
تیانا بوگدانوویچ - ۲۰۱۶

تیانا بوگدانوویچ (سیریلیک صربی: Тијана Богдановић؛ زادهٔ ۴ مه ۱۹۹۸ در کروشواس) یک تکواندوکار اهل صربستان است.
از افتخارات وی میتوان به مدال نقره وزن ۴۹ کیلوگرم در بازی‌های المپیک تابستانی ۲۰۱۶ اشاره کرد.